# Klasztor w Kasr al-Wizz
Klasztor w Kasr al-Wizz – nieistniejący chrześcijański nubijski klasztor położony ok. 2 km na północ od Faras, którego pozostałości znajdują się obecnie pod powierzchnią Jeziora Nasera. Był czynny prawdopodobnie od IX-X do XII wieku.

## Historia i opis
W Dolnej Nubii, na terytorium dawnej Nobatii, według relacji arabskich, a następnie europejskich podróżników funkcjonowało wiele klasztorów chrześcijańskich. Kasr al-Wizz jest jednak jedynym z nich, który został przebadany. 
Najstarszą budowlą w kompleksie monasteru był kościół z dwiema komorami grobowymi wykutymi w skale pod pomieszczeniem ołtarzowym. Bez wątpienia był on starszy od samego klasztoru, datowany jest na okres między r. 550 a 750. Kościół był trójnawową bazyliką z narteksem i trójbocznie zamkniętym prezbiterium. Z pierwotnego dekoracyjnego detalu zdobiącego wnętrze kościoła przetrwały elementy nadproży i tympanonów, w tym tympanonu z motywem ryby położonego nad wejściem do baptysterium. 
Odnalezienie w okolicy fragmentów ceramiki, lamp oliwnych i metalowych przedmiotów może sugerować, że kościół był wzniesiony na potrzeby lokalnej osady. Klasztor powstałby w takiej sytuacji przy świątyni dopiero między r. 850 a 950. Inna hipoteza zakłada, że monaster istniał przy świątyni od samego początku. Monaster mógł być fundacją biskupa Aecjusza i mógł być wzorowany na klasztorze św. Antoniego Wielkiego w Dongoli. Kompleks budynków przeznaczonych dla mnichów powstał wzdłuż klifu wychodzącego na Nil i był wyraźnie podzielony na dwie części. Układ przestrzenny monasteru odbiegał od rozplanowania klasztorów koptyjskich z tej samej epoki, jednak na terenie południowej Tebaidy znaleźć można ośrodki monastyczne zorganizowane i wyposażone w podobny sposób; w szczególności bliski Kasr al-Wizz jest klasztor Anba Hadre w Asuanie, który był jednak od niego znacznie większy. Na południe od kościoła urządzono obszerny dziedziniec, na który prowadziła brama i na którym znajdowały się niewielkie budynki. Ta część monasteru przeznaczona była dla osób świeckich przybywających do mnichów. Obiekty, w których żyli mnisi, położone były na północ od kościoła. Przejście z jednej do drugiej części zespołu prowadziło przez mury otaczające całe założenie lub przez kościół. W części północnej znajdowały się dormitorium oraz refektarz zwieńczony dwiema kopułami. Sądząc po liczbie miejsc przy stołach w refektarzu oraz miejsc w dormitorium klasztor przeznaczony był dla ok. 24-28 mnichów.
Na podstawie odnalezionych zabytków ceramiki możliwe jest datowanie upadku życia monastycznego w Kasr al-Wizz na koniec XII w. Oznaczałoby to, że klasztor przestał funkcjonować w związku z niestabilną sytuacją polityczną, najazdem Saladyna na Nobatię i zajęciem przez niego Kasr Ibrim. 

## Badania klasztoru
Kasr al-Wizz opisał angielski archeolog Somers Clarke w swoim dziele Christian Antiquities In the Nile Valley, wydanym w 1912. Pisał o nim również Geoffrey Mileham w pracy o kościołach Nubii Dolnej, błędnie jednak łącząc go z opisanym przez arabskiego podróżnika Abu Saliha monasterem Abu Jeras. W latach 20. XX wieku plan założenia wykonał Francis Llewellyn Griffith. Z kolei francuski podróżnik Monneret de Villard w 1934 niesłusznie opisał Kasr al-Wizz jako założenie pałacowe. Całościowe badania nad monasterem przeprowadzono jednak dopiero w latach 60. XX wieku, w ramach międzynarodowej ekspedycji, podczas której ratowano zabytki kultury nubijskiej, zanim teren zostanie zalany w związku z utworzeniem sztucznego jeziora Nasera. Prospekcję powierzchniową w Kasr al-Wizz przeprowadził Harry Smith z Egypt Exploration Society na początku lat 60. XX wieku. W 1964 generalny plan klasztoru wykonał Keith Steele, zaś rok później sześciotygodniowe badania na tym terenie przeprowadził amerykański badacz George Scanlon. W tym czasie odsłonięto całość kompleksu monasterskiego, szczegółowo przeanalizowano jego konstrukcję i wykonano dokumentację obiektu.